# Płast (Rosja)
Płast (ros. Пласт) – miasto w Rosji, w obwodzie czelabińskim. W 2010 roku liczyło 17 342 mieszkańców.